# Horst Lettenmayer
Horst Lettenmayer (* 31. Juli 1941 in Biberach an der Riß; † 20. Juli 2024 in Dachau) war ein deutscher Schauspieler und Synchronsprecher. 

## Leben und Wirken

### Herkunft
Horst Lettenmayer wurde 1941 in Biberach an der Riß geboren und wuchs gemeinsam mit zwei älteren Brüdern in Rottweil auf. Nach seinem Abitur leistete er ab 1960 in Bayern seinen Grundwehrdienst bei der Bundeswehr ab.

### Schauspieler
Lettenmayer absolvierte danach zunächst eine Schauspielausbildung an der Otto Falckenberg Schule in München und wirkte anschließend als Bühnendarsteller an verschiedenen Theatern mit. Er hatte zudem in einigen von Bavaria Film gedrehten Film- und Fernsehproduktionen Statistenrollen. Er war auch als Synchronsprecher für Zeichentrickfilme tätig, wie beispielsweise als Ameisenoffizier in Biene Maja.
1970 drehte Lettenmayer mit einem Filmteam am Flughafen München-Riem die bis heute verwendete Eröffnungssequenz der Kriminalfilmreihe Tatort, wobei nur seine Augen und seine Beine bzw. Füße zu sehen sind. Er erhielt für diese Aufgabe einmalig 400 DM. 1989 wirkte er in der Rolle des Gewerkschafters und Mordopfers Günther Broegger in Tatort: Der Pott an der Seite von Götz George und Eberhard Feik mit.

### Nach der Schauspielkarriere
1979 beendete Lettenmayer seine Tätigkeit als Bühnenschauspieler und absolvierte anschließend an der Technischen Universität München ein Studium der Elektrotechnik. Er war danach viele Jahre lang als Elektroingenieur in mehreren Unternehmen tätig, unter anderem auch bei Siemens. In den 1990er-Jahren machte er sich in Dachau mit der Betec Licht AG selbständig, einem Unternehmen für Beleuchtungstechnik. Die Firma stattet unter anderem die Internationalen Filmfestspiele von Cannes mit Lampen aus und hält ein Patent auf eine Bilderleuchte, die von Lettenmayer selbst entwickelt wurde.

### Privates
Lettenmayer war Vater einer Tochter und lebte zuletzt in Dachau, wo er am 20. Juli 2024 im Alter von 82 Jahren starb. Er wurde auf dem Münchner Nordfriedhof beigesetzt.

## Filmografie
- 1989: Tatort: Der Pott